# A The Beatles dalainak listája
Az alábbi lista a The Beatles nevű brit rockegyüttes dalait sorolja fel. A listán az együttes összes dala megtalálható, beleértve a feldolgozásokat és a kiadatlan dalokat is.  
| Ábécé szerinti tartalomjegyzék                      |
| --------------------------------------------------- |
| A B C D E F G H I J K L M N O P Q R S T U V W X Y Z |

## 0-9
| Dal             | Megjelenés éve | Album       | Szerző(k)                                                 |
| --------------- | -------------- | ----------- | --------------------------------------------------------- |
| 12-Bar Original | 1996           | Anthology 2 | John Lennon, Paul McCartney, George Harrison, Ringo Starr |

## A
| Dal                    | Megjelenés éve | Album                                 | Szerző(k)                     |
| ---------------------- | -------------- | ------------------------------------- | ----------------------------- |
| A Day in the Life      | 1967           | Sgt. Pepper's Lonely Hearts Club Band | John Lennon, Paul McCartney   |
| A Hard Day's Night     | 1964           | A Hard Day's Night                    | John Lennon, Paul McCartney   |
| Ain't She Sweet        | 1995           | Anthology 1 / Anthology 3             | Milton Ager, Jack Yellen      |
| A Taste of Honey       | 1963           | Please Please Me                      | Ric Marlow, Bobby Scott       |
| Across the Universe    | 1969 / 1970    | Let It Be                             | John Lennon, Paul McCartney   |
| Act Naturally          | 1965           | Help!                                 | Johnny Russell, Voni Morrison |
| All I've Got to Do     | 1963           | With the Beatles                      | John Lennon, Paul McCartney   |
| All My Loving          | 1963           | With the Beatles                      | John Lennon, Paul McCartney   |
| All Together Now       | 1969           | Yellow Submarine                      | John Lennon, Paul McCartney   |
| All You Need Is Love   | 1967           | Magical Mystery Tour                  | John Lennon, Paul McCartney   |
| And I Love Her         | 1964           | A Hard Day's Night                    | John Lennon, Paul McCartney   |
| And Your Bird Can Sing | 1966           | Revolver                              | John Lennon, Paul McCartney   |
| Anna (Go to Him)       | 1963           | Please Please Me                      | Arthur Alexander              |
| Another Girl           | 1965           | Help!                                 | John Lennon, Paul McCartney   |
| Any Time at All        | 1964           | A Hard Day's Night                    | John Lennon, Paul McCartney   |
| Ask Me Why             | 1963           | Please Please Me                      | John Lennon, Paul McCartney   |

## B
| Dal                                | Megjelenés éve | Album                                 | Szerző(k)                                  |
| ---------------------------------- | -------------- | ------------------------------------- | ------------------------------------------ |
| Baby It's You                      | 1963           | Please Please Me                      | Burt Bacharach, Hal David, Barney Williams |
| Baby You're a Rich Man             | 1967           | Magical Mystery Tour                  | John Lennon, Paul McCartney                |
| Baby's in Black                    | 1964           | Beatles for Sale                      | John Lennon, Paul McCartney                |
| Back in the U.S.S.R.               | 1968           | The Beatles                           | John Lennon, Paul McCartney                |
| Bad Boy                            | 1965           | Beatles VI                            | Larry Williams                             |
| The Ballad of John and Yoko        | 1969           | kislemez                              | John Lennon, Paul McCartney                |
| Because                            | 1969           | Abbey Road                            | John Lennon, Paul McCartney                |
| Being for the Benefit of Mr. Kite! | 1967           | Sgt. Pepper's Lonely Hearts Club Band | John Lennon, Paul McCartney                |
| Bésame mucho                       | 1995           | Anthology 1                           | Consuelo Velasquez                         |
| Birthday                           | 1968           | The Beatles                           | John Lennon, Paul McCartney                |
| Blackbird                          | 1968           | The Beatles                           | John Lennon, Paul McCartney                |
| Blue Jay Way                       | 1967           | Magical Mystery Tour                  | George Harrison                            |
| Boys                               | 1963           | Please Please Me                      | Luther Dixon, Wes Farrell                  |

## C
| Dal                                   | Megjelenés éve | Album                     | Szerző(k)                    |
| ------------------------------------- | -------------- | ------------------------- | ---------------------------- |
| Can’t Buy Me Love                     | 1964           | A Hard Day's Night        | John Lennon, Paul McCartney  |
| Carnival of Light                     | 1967           | kiadatlan                 | John Lennon, Paul McCartney  |
| Carry That Weight                     | 1969           | Abbey Road                | John Lennon, Paul McCartney  |
| Chains                                | 1963           | Please Please Me          | Gerry Goffin, Carole King    |
| Christmas Time (Is Here Again)        | 1967           | 1995-ben kiadott kislemez | John Lennon, Paul McCartney  |
| Come Together                         | 1969           | Abbey Road                | John Lennon, Paul McCartney  |
| The Continuing Story of Bungalow Bill | 1968           | The Beatles               | John Lennon, Paul McCartney  |
| Cry Baby Cry                          | 1968           | The Beatles               | John Lennon, Paul McCartney  |
| Cry for a Shadow                      | 1995           | Anthology 1               | George Harrison, John Lennon |

## D
| Dal                          | Megjelenés éve | Album                                                       | Szerző(k)                   |
| ---------------------------- | -------------- | ----------------------------------------------------------- | --------------------------- |
| Day Tripper                  | 1965           | kislemez                                                    | John Lennon, Paul McCartney |
| Dear Prudence                | 1968           | The Beatles                                                 | John Lennon, Paul McCartney |
| Devil in Her Heart           | 1963           | With the Beatles                                            | Richard Drapkin             |
| Dig a Pony                   | 1970           | Let It Be                                                   | John Lennon, Paul McCartney |
| Dig It                       | 1970           | Let It Be                                                   | John Lennon, Paul McCartney |
| Dizzy Miss Lizzy             | 1965           | Help!                                                       | Larry Williams              |
| Do You Want to Know a Secret | 1963           | Please Please Me                                            | John Lennon, Paul McCartney |
| Doctor Robert                | 1966           | Revolver                                                    | John Lennon, Paul McCartney |
| Don't Bother Me              | 1963           | With the Beatles                                            | George Harrison             |
| Don't Let Me Down            | 1969           | kislemez;2003-ban megjelent a Let It Be... Naked c. albumon | John Lennon, Paul McCartney |
| Don't Pass Me By             | 1968           | The Beatles                                                 | Ringo Starr                 |
| Drive My Car                 | 1965           | Rubber Soul                                                 | John Lennon, Paul McCartney |

## E
| Dal                                                       | Megjelenés éve | Album            | Szerző(k)                   |
| --------------------------------------------------------- | -------------- | ---------------- | --------------------------- |
| Eight Days a Week                                         | 1964           | Beatles for Sale | John Lennon, Paul McCartney |
| Eleanor Rigby                                             | 1966           | Revolver         | John Lennon, Paul McCartney |
| The End                                                   | 1969           | Abbey Road       | John Lennon, Paul McCartney |
| Every Little Thing                                        | 1964           | Beatles for Sale | John Lennon, Paul McCartney |
| Everybody's Got Something to Hide Except Me and My Monkey | 1968           | The Beatles      | John Lennon, Paul McCartney |
| Everybody's Trying to Be My Baby                          | 1964           | Beatles for Sale | Carl Perkins                |

## F
| Dal                  | Megjelenés éve | Album                                 | Szerző(k)                                                 |
| -------------------- | -------------- | ------------------------------------- | --------------------------------------------------------- |
| Fixing a Hole        | 1967           | Sgt. Pepper's Lonely Hearts Club Band | John Lennon, Paul McCartney                               |
| Flying               | 1967           | Magical Mystery Tour                  | John Lennon, Paul McCartney, George Harrison, Ringo Starr |
| The Fool on the Hill | 1967           | Magical Mystery Tour                  | John Lennon, Paul McCartney                               |
| For No One           | 1966           | Revolver                              | John Lennon, Paul McCartney                               |
| For You Blue         | 1970           | Let It Be                             | George Harrison                                           |
| Free as a Bird       | 1994           | Anthology 1                           | John Lennon, Paul McCartney, George Harrison, Ringo Starr |
| From Me to You       | 1963           | kislemez                              | John Lennon, Paul McCartney                               |

## G
| Dal                         | Megjelenés éve | Album                                 | Szerző(k)                   |
| --------------------------- | -------------- | ------------------------------------- | --------------------------- |
| Get Back                    | 1969 / 1970    | kislemez / Let it Be                  | John Lennon, Paul McCartney |
| Getting Better              | 1967           | Sgt. Pepper's Lonely Hearts Club Band | John Lennon, Paul McCartney |
| Girl                        | 1965           | Rubber Soul                           | John Lennon, Paul McCartney |
| Glass Onion                 | 1968           | The Beatles                           | John Lennon, Paul McCartney |
| Golden Slumbers             | 1969           | Abbey Road                            | John Lennon, Paul McCartney |
| Good Day Sunshine           | 1966           | Revolver                              | John Lennon, Paul McCartney |
| Good Morning Good Morning   | 1967           | Sgt. Pepper's Lonely Hearts Club Band | John Lennon, Paul McCartney |
| Good Night                  | 1968           | The Beatles                           | John Lennon, Paul McCartney |
| Got to Get You Into My Life | 1966           | Revolver                              | John Lennon, Paul McCartney |

## H
| Dal                        | Megjelenés éve | Album                | Szerző(k)                   |
| -------------------------- | -------------- | -------------------- | --------------------------- |
| Happiness Is a Warm Gun    | 1968           | The Beatles          | John Lennon, Paul McCartney |
| Hello, Goodbye             | 1967           | Magical Mystery Tour | John Lennon, Paul McCartney |
| Hello Little Girl          | 1995           | Anthology 1          | John Lennon,Paul McCartney  |
| Help!                      | 1965           | Help!                | John Lennon, Paul McCartney |
| Helter Skelter             | 1968           | The Beatles          | John Lennon, Paul McCartney |
| Her Majesty                | 1969           | Abbey Road           | John Lennon, Paul McCartney |
| Here Comes the Sun         | 1969           | Abbey Road           | George Harrison             |
| Here, There and Everywhere | 1966           | Revolver             | John Lennon, Paul McCartney |
| Hey Bulldog                | 1969           | Yellow Submarine     | John Lennon, Paul McCartney |
| Hey Jude                   | 1968           | kislemez             | John Lennon, Paul McCartney |
| Hold Me Tight              | 1963           | With the Beatles     | John Lennon, Paul McCartney |
| Honey Don't                | 1964           | Beatles for Sale     | Carl Perkins                |
| Honey Pie                  | 1968           | The Beatles          | John Lennon, Paul McCartney |
| How Do You Do It?          | 1995           | Anthology 1          | Mitch Murray                |

## I
| Dal                              | Megjelenés éve | Album                | Szerző(k)                       |
| -------------------------------- | -------------- | -------------------- | ------------------------------- |
| I Am the Walrus                  | 1967           | Magical Mystery Tour | John Lennon, Paul McCartney     |
| I Call Your Name                 | 1964           | Long Tall Sally      | John Lennon, Paul McCartney     |
| I Don't Want to Spoil the Party  | 1964           | Beatles for Sale     | John Lennon, Paul McCartney     |
| I Feel Fine                      | 1964           | kislemez             | John Lennon, Paul McCartney     |
| I Me Mine                        | 1970           | Let It Be            | George Harrison                 |
| I Need You                       | 1965           | Help!                | George Harrison                 |
| I Saw Her Standing There         | 1963           | Please Please Me     | John Lennon, Paul McCartney     |
| I Should Have Known Better       | 1964           | A Hard Day's Night   | John Lennon, Paul McCartney     |
| I Wanna Be Your Man              | 1963           | With the Beatles     | John Lennon, Paul McCartney     |
| I Want to Hold Your Hand         | 1963           | kislemez             | John Lennon, Paul McCartney     |
| I Want to Tell You               | 1966           | Revolver             | George Harrison                 |
| I Want You (She's So Heavy)      | 1969           | Abbey Road           | John Lennon, Paul McCartney     |
| I Will                           | 1968           | The Beatles          | John Lennon, Paul McCartney     |
| I'll Be Back                     | 1964           | A Hard Day's Night   | John Lennon, Paul McCartney     |
| I'll Be on My Way                | 1994           | Live at the BBC      | John Lennon, Paul McCartney     |
| I'll Cry Instead                 | 1964           | A Hard Day's Night   | John Lennon, Paul McCartney     |
| I'll Follow the Sun              | 1964           | Beatles for Sale     | John Lennon, Paul McCartney     |
| I'll Get You                     | 1963           | kislemez             | John Lennon, Paul McCartney     |
| I'm a Loser                      | 1964           | Beatles for Sale     | John Lennon, Paul McCartney     |
| I'm Down                         | 1964           | kislemez             | John Lennon, Paul McCartney     |
| I'm Happy Just to Dance with You | 1964           | A Hard Day's Night   | John Lennon, Paul McCartney     |
| I'm Looking Through You          | 1965           | Rubber Soul          | John Lennon, Paul McCartney     |
| I'm Only Sleeping                | 1966           | Revolver             | John Lennon, Paul McCartney     |
| I'm So Tired                     | 1968           | The Beatles          | John Lennon, Paul McCartney     |
| In Spite of All the Danger       | 1995           | Anthology 1          | George Harrison, Paul McCartney |
| I've Got a Feeling               | 1970           | Let It Be            | John Lennon, Paul McCartney     |
| I've Just Seen a Face            | 1965           | Help!                | John Lennon, Paul McCartney     |
| If I Fell                        | 1964           | A Hard Day's Night   | John Lennon, Paul McCartney     |
| If I Needed Someone              | 1965           | Rubber Soul          | George Harrison                 |
| If You've Got Trouble            | 1996           | Anthology 2          | John Lennon, Paul McCartney     |
| In My Life                       | 1965           | Rubber Soul          | John Lennon, Paul McCartney     |
| The Inner Light                  | 1968           | kislemez             | George Harrison                 |
| It Won't Be Long                 | 1963           | With the Beatles     | John Lennon, Paul McCartney     |
| It's All Too Much                | 1968           | Yellow Submarine     | George Harrison                 |
| It's Only Love                   | 1965           | Help!                | John Lennon, Paul McCartney     |

## J
| Dal   | Megjelenés éve | Album       | Szerző(k)                   |
| ----- | -------------- | ----------- | --------------------------- |
| Julia | 1968           | The Beatles | John Lennon, Paul McCartney |

## K
| Dal                            | Megjelenés éve | Album            | Szerző(k)                  |
| ------------------------------ | -------------- | ---------------- | -------------------------- |
| Kansas City/Hey, Hey, Hey, Hey | 1964           | Beatles for Sale | Jerry Leiber, Mike Stoller |

## L
| Dal                           | Megjelenés éve | Album                                 | Szerző(k)                                                     |
| ----------------------------- | -------------- | ------------------------------------- | ------------------------------------------------------------- |
| Lady Madonna                  | 1968           | kislemez                              | John Lennon, Paul McCartney                                   |
| Leave My Kitten Alone         | 1995           | Anthology 1                           | Little Willie John, James McDougal, Titus Turner              |
| Lend Me Your Comb             | 1995           | Anthology 1                           | Kay Twomey, Fred Wise, Ben Weisman                            |
| Let It Be                     | 1970           | Let It Be                             | John Lennon, Paul McCartney                                   |
| Like Dreamers Do              | 1964           | Anthology 1                           | John Lennon, Paul McCartney                                   |
| Little Child                  | 1963           | With the Beatles                      | John Lennon, Paul McCartney                                   |
| Long, Long, Long              | 1968           | The Beatles                           | George Harrison                                               |
| The Long and Winding Road     | 1970           | Let It Be                             | John Lennon, Paul McCartney                                   |
| Long Tall Sally               | 1964           | Long Tall Sally                       | Little Richard                                                |
| Los Paranoias                 | 1996           | Anthology 3                           | John Lennon, Paul McCartney, George Harrison, Richard Starkey |
| Love Me Do                    | 1962           | kislemez                              | John Lennon, Paul McCartney                                   |
| Love of the Loved             | 1962           | kiadatlan                             | John Lennon, Paul McCartney                                   |
| Love You To                   | 1966           | Revolver                              | George Harrison                                               |
| Lovely Rita                   | 1967           | Sgt. Pepper's Lonely Hearts Club Band | John Lennon, Paul McCartney                                   |
| Lucy in the Sky with Diamonds | 1967           | Sgt. Pepper's Lonely Hearts Club Band | John Lennon, Paul McCartney                                   |

## M
| Dal                        | Megjelenés éve | Album                | Szerző(k)                   |
| -------------------------- | -------------- | -------------------- | --------------------------- |
| Maggie Mae                 | 1970           | Let It Be            | tradicionális               |
| Magical Mystery Tour       | 1967           | Magical Mystery Tour | John Lennon, Paul McCartney |
| Martha My Dear             | 1968           | The Beatles          | John Lennon, Paul McCartney |
| Matchbox                   | 1964           | Long Tall Sally      | Clarence Jefferson          |
| Maxwell's Silver Hammer    | 1969           | Abbey Road           | John Lennon, Paul McCartney |
| Mean Mr. Mustard           | 1969           | Abbey Road           | John Lennon, Paul McCartney |
| Michelle                   | 1965           | Rubber Soul          | John Lennon, Paul McCartney |
| Misery                     | 1963           | Please Please Me     | John Lennon, Paul McCartney |
| Mr. Moonlight              | 1964           | Beatles for Sale     | Roy Lee Johnson             |
| Money (That's What I Want) | 1963           | With the Beatles     | Berry Gordy, Janie Bradford |
| Mother Nature’s Son        | 1968           | The Beatles          | John Lennon, Paul McCartney |
| My Bonnie                  | 1995           | Anthology 1          | tradicionális               |

## N
| Dal                                  | Megjelenés éve | Album            | Szerző(k)                   |
| ------------------------------------ | -------------- | ---------------- | --------------------------- |
| The Night Before                     | 1965           | Help!            | John Lennon, Paul McCartney |
| No Reply                             | 1964           | Beatles for Sale | John Lennon, Paul McCartney |
| Norwegian Wood (This Bird Has Flown) | 1965           | Rubber Soul      | John Lennon, Paul McCartney |
| Not a Second Time                    | 1963           | With the Beatles | John Lennon, Paul McCartney |
| Nowhere Man                          | 1965           | Rubber Soul      | John Lennon, Paul McCartney |

## O
| Dal                  | Megjelenés éve | Album            | Szerző(k)                   |
| -------------------- | -------------- | ---------------- | --------------------------- |
| Ob-La-Di, Ob-La-Da   | 1968           | The Beatles      | John Lennon, Paul McCartney |
| Octopus's Garden     | 1969           | Abbey Road       | Ringo Starr                 |
| Oh! Darling          | 1969           | Abbey Road       | John Lennon, Paul McCartney |
| Old Brown Shoe       | 1969           | kislemez         | George Harrison             |
| One After 909        | 1970           | Let It Be        | John Lennon, Paul McCartney |
| Only a Northern Song | 1968           | Yellow Submarine | George Harrison             |

## P
| Dal                                 | Megjelenés éve | Album            | Szerző(k)                                                                       |
| ----------------------------------- | -------------- | ---------------- | ------------------------------------------------------------------------------- |
| P.S. I Love You                     | 1963           | Please Please Me | John Lennon, Paul McCartney                                                     |
| The Palace of the King of the Birds | 1969           | kiadatlan        | John Lennon, Paul McCartney                                                     |
| Paperback Writer                    | 1966           | kislemez         | John Lennon, Paul McCartney                                                     |
| Penny Lane                          | 1967           | kislemez         | John Lennon, Paul McCartney                                                     |
| Please Mr. Postman                  | 1963           | With the Beatles | Robert Bateman, Georgia Dobbins, William Garrett, Freddie Gorman, Brian Holland |
| Please Please Me                    | 1963           | Please Please Me | John Lennon, Paul McCartney                                                     |
| Piggies                             | 1968           | The Beatles      | George Harrison                                                                 |
| Polythene Pam                       | 1969           | Abbey Road       | John Lennon, Paul McCartney                                                     |

## R
| Dal                 | Megjelenés éve | Album            | Szerző(k)                   |
| ------------------- | -------------- | ---------------- | --------------------------- |
| Rain                | 1966           | kislemez         | John Lennon, Paul McCartney |
| Real Love           | 1996           | Anthology 2      | John Lennon                 |
| Revolution          | 1968           | kislemez         | John Lennon, Paul McCartney |
| Revolution 1        | 1968           | The Beatles      | John Lennon, Paul McCartney |
| Revolution 9        | 1968           | The Beatles      | John Lennon, Paul McCartney |
| Rock and Roll Music | 1964           | Beatles for Sale | Chuck Berry                 |
| Rocky Raccoon       | 1968           | The Beatles      | John Lennon, Paul McCartney |
| Roll Over Beethoven | 1963           | With the Beatles | Chuck Berry                 |
| Run for Your Life   | 1965           | Rubber Soul      | John Lennon, Paul McCartney |

## S
| Dal                                             | Megjelenés éve | Album                                 | Szerző(k)                                   |
| ----------------------------------------------- | -------------- | ------------------------------------- | ------------------------------------------- |
| Savoy Truffle                                   | 1968           | The Beatles                           | George Harrison                             |
| Sgt. Pepper’s Lonely Hearts Club Band           | 1967           | Sgt. Pepper’s Lonely Hearts Club Band | John Lennon, Paul McCartney                 |
| Sgt. Pepper’s Lonely Hearts Club Band (Reprise) | 1967           | Sgt. Pepper’s Lonely Hearts Club Band | John Lennon, Paul McCartney                 |
| Searchin’                                       | 1995           | Anthology 1                           | Jerry Leiber, Mike Stoller                  |
| Sexy Sadie                                      | 1968           | The Beatles                           | John Lennon, Paul McCartney                 |
| The Sheik of Araby                              | 1995           | Anthology 1                           | Ted Snyder, Harry B. Smith, Francis Wheeler |
| She Came In Through the Bathroom Window         | 1969           | Abbey Road                            | John Lennon, Paul McCartney                 |
| She Loves You                                   | 1963           | kislemez                              | John Lennon, Paul McCartney                 |
| She Said She Said                               | 1966           | Revolver                              | John Lennon, Paul McCartney                 |
| She’s a Woman                                   | 1964           | kislemez                              | John Lennon, Paul McCartney                 |
| She’s Leaving Home                              | 1967           | Sgt. Pepper’s Lonely Hearts Club Band | John Lennon, Paul McCartney                 |
| Slow Down                                       | 1964           | Long Tall Sally                       | Larry Williams                              |
| Something                                       | 1969           | Abbey Road                            | George Harrison                             |
| Step Inside Love                                | 1996           | Anthology 3                           | John Lennon, Paul McCartney                 |
| Strawberry Fields Forever                       | 1967           | kislemez                              | John Lennon, Paul McCartney                 |
| Sun King                                        | 1969           | Abbey Road                            | John Lennon, Paul McCartney                 |

## T
| Dal                  | Megjelenés éve | Album              | Szerző(k)                   |
| -------------------- | -------------- | ------------------ | --------------------------- |
| Taxman               | 1966           | Revolver           | George Harrison             |
| Tell Me What You See | 1965           | Help!              | John Lennon, Paul McCartney |
| Tell Me Why          | 1964           | A Hard Day's Night | John Lennon, Paul McCartney |
| That Means a Lot     | 1996           | Anthology 2        | John Lennon, Paul McCartney |
| Thank You Girl       | 1963           | kislemez           | John Lennon, Paul McCartney |
| There's a Place      | 1963           | Please Please Me   | John Lennon, Paul McCartney |
| Things We Said Today | 1964           | A Hard Day's Night | John Lennon, Paul McCartney |
| Think for Yourself   | 1965           | Rubber Soul        | George Harrison             |
| This Boy             | 1963           | kislemez           | John Lennon, Paul McCartney |
| Ticket to Ride       | 1965           | Help!              | John Lennon, Paul McCartney |
| Till There Was You   | 1963           | With the Beatles   | Meredith Willson            |
| Tomorrow Never Knows | 1966           | Revolver           | John Lennon, Paul McCartney |
| Three Cool Cats      | 1995           | Anthology 1        | Jerry Leiber, Mike Stoller  |
| Twist and Shout      | 1963           | Please Please Me   | Phil Medley, Bert Russell   |
| Two of Us            | 1970           | Let It Be          | John Lennon, Paul McCartney |

## W
| Dal                                | Megjelenés éve | Album                                 | Szerző(k)                                |
| ---------------------------------- | -------------- | ------------------------------------- | ---------------------------------------- |
| Wait                               | 1965           | Rubber Soul                           | John Lennon, Paul McCartney              |
| We Can Work It Out                 | 1965           | kislemez                              | John Lennon, Paul McCartney              |
| What Goes On                       | 1965           | Rubber Soul                           | John Lennon, Paul McCartney, Ringo Starr |
| What You're Doing                  | 1964           | Beatles for Sale                      | John Lennon, Paul McCartney              |
| When I Get Home                    | 1964           | A Hard Day's Night                    | John Lennon, Paul McCartney              |
| When I’m Sixty-Four                | 1967           | Sgt. Pepper’s Lonely Hearts Club Band | John Lennon, Paul McCartney              |
| While My Guitar Gently Weeps       | 1968           | The Beatles                           | George Harrison                          |
| Why Don't We Do It in the Road?    | 1968           | The Beatles                           | John Lennon, Paul McCartney              |
| Wild Honey Pie                     | 1968           | The Beatles                           | John Lennon, Paul McCartney              |
| With a Little Help from My Friends | 1967           | Sgt. Pepper’s Lonely Hearts Club Band | John Lennon, Paul McCartney              |
| Within You Without You             | 1967           | Sgt. Pepper’s Lonely Hearts Club Band | George Harrison                          |
| The Word                           | 1965           | Rubber Soul                           | John Lennon, Paul McCartney              |
| Words of Love                      | 1964           | Beatles for Sale                      | Buddy Holly                              |

## Y
| Dal                                   | Megjelenés éve | Album                | Szerző(k)                   |
| ------------------------------------- | -------------- | -------------------- | --------------------------- |
| Yellow Submarine                      | 1966           | Revolver             | John Lennon, Paul McCartney |
| Yer Blues                             | 1968           | The Beatles          | John Lennon, Paul McCartney |
| Yes It Is                             | 1965           | kislemez             | John Lennon, Paul McCartney |
| Yesterday                             | 1965           | Help!                | John Lennon, Paul McCartney |
| You Can't Do That                     | 1964           | A Hard Day's Night   | John Lennon, Paul McCartney |
| You Know My Name (Look Up the Number) | 1970           | kislemez             | John Lennon, Paul McCartney |
| You Know What to Do                   | 1964           | Anthology 1          | George Harrison             |
| You Like Me Too Much                  | 1965           | Help!                | George Harrison             |
| You Never Give Me Your Money          | 1969           | Abbey Road           | John Lennon, Paul McCartney |
| You've Really Got a Hold on Me        | 1963           | With the Beatles     | Smokey Robinson             |
| You Won't See Me                      | 1965           | Rubber Soul          | John Lennon, Paul McCartney |
| You're Going to Lose That Girl        | 1965           | Help!                | John Lennon, Paul McCartney |
| You've Got to Hide Your Love Away     | 1965           | Help!                | John Lennon, Paul McCartney |
| Your Mother Should Know               | 1967           | Magical Mystery Tour | John Lennon, Paul McCartney |